# Eta Hydrae
Désignations
Eta Hydrae (η Hya / 7 Hydrae) est une étoile de la constellation de l'Hydre de magnitude apparente +4,30. Selon la nouvelle révision des données de la parallaxe du catalogue Hipparcos, elle est située à environ ∼ 590 a.l. (∼ 181 pc) du Système solaire. Elle s'en éloigne à une vitesse radiale héliocentrique de +16 km/s.

## Dénomination
Elle n'a pas de nom propre habituel ; toutefois, tout comme δ Hydrae, ε Hydrae, ζ Hydrae, ρ Hydrae et σ Hydrae, les autres étoiles constituant la tête de l'Hydre, elle a reçu de Ulugh Beg le nom de Min al Az'al, signifiant « appartenant à la zone inhabitée ».

## Caractéristiques
Eta Hydrae est une étoile bleue-blanche de la séquence principale de type spectral B3V, similaire, par exemple, à Alkaïd (η Ursae Majoris). Elle possède une température de 18 700 K et sa luminosité bolométrique est 2 680 fois supérieure à la luminosité solaire. À partir de son diamètre angulaire — 0,254 millisecondes d'arc — et connaissant la distance à laquelle elle est située, on peut évaluer son diamètre, qui est environ de 4,9 plus grand que celui du Soleil.
Elle tourne sur elle-même avec une vitesse de rotation projetée de 101 ± 5 km/s.
La masse de l'étoile est estimée valoir 7,0 masses solaires et son âge est de 31,6 ± 3,9 millions d'années.
Même si Eta Hydrae a été considérée comme une variable de type Beta Cephei — elle est décrite comme telle dans le General Catalogue of Variable Stars, avec une variation de 0,06 magnitude — des études ultérieures ont contesté cette variabilité.